# Treculia africana
Treculia africana är en mullbärsväxtart som beskrevs av Joseph Decaisne och Trec.. Treculia africana ingår i släktet Treculia och familjen mullbärsväxter.

## Underarter
Arten delas in i följande underarter:
- T. a. africana
- T. a. madagascarica
- T. a. ilicifolia
- T. a. inversa
- T. a. mollis
- T. a. sambiranensis

## Bildgalleri

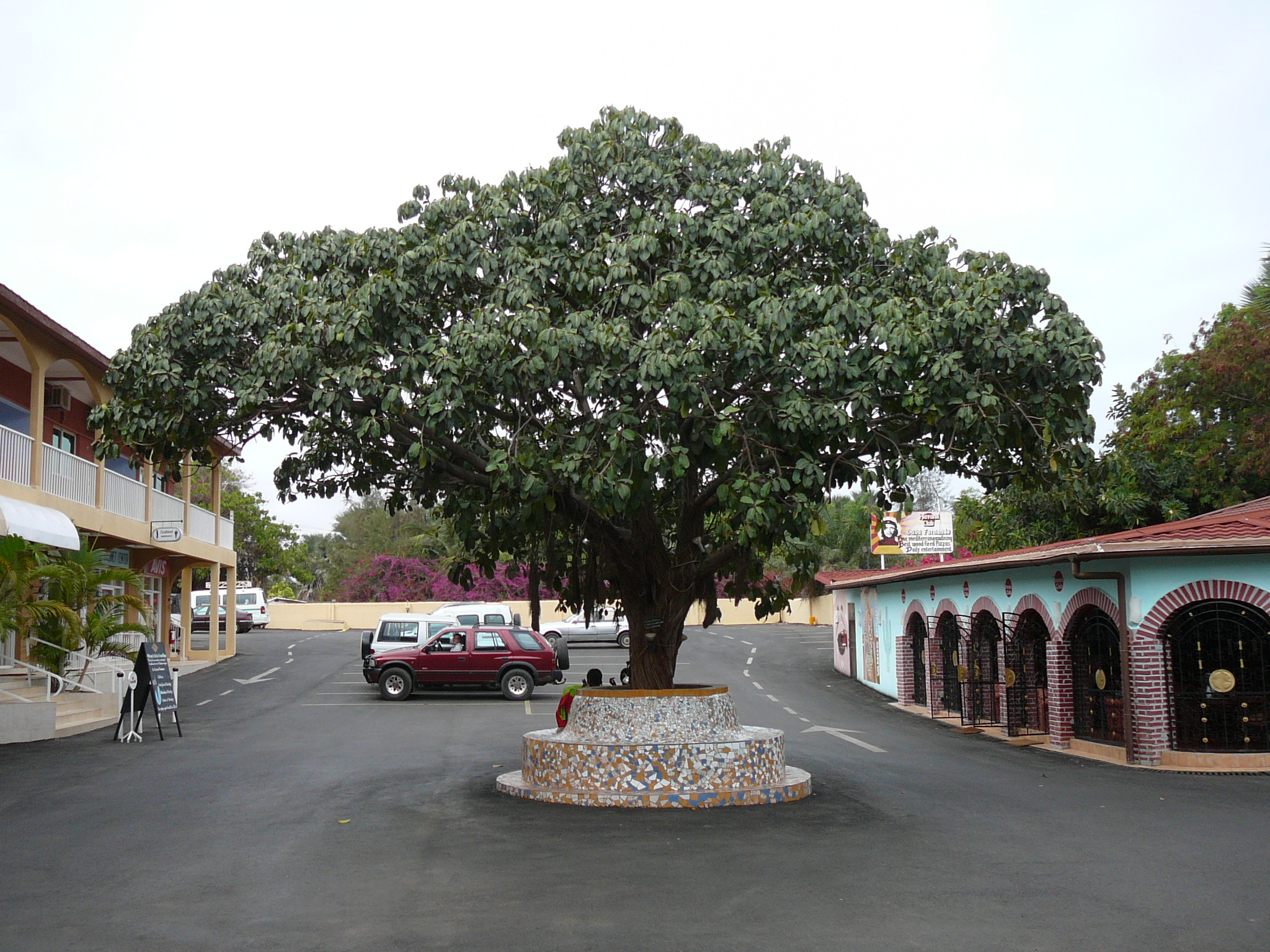